# Desviación media
En estadística la desviación absoluta promedio o, sencillamente desviación media o promedio de un conjunto de datos es la media de las desviaciones absolutas y es un resumen de la dispersión estadística. Se expresa, de acuerdo a esta fórmula:
{\displaystyle D_{m}={\frac {1}{N}}\sum _{i=1}^{N}\left|x_{i}-{\overline {x}}\right|}
La desviación absoluta respecto a la media, {\displaystyle D_{m}}, la desviación absoluta respecto a la mediana, {\displaystyle D_{M}}, y la desviación típica, {\displaystyle \sigma }, de un mismo conjunto de valores cumplen la desigualdad:
{\displaystyle D_{M}\leq D_{m}\leq \sigma }
Siempre ocurre:
{\displaystyle 0\leq D_{m}\leq {\frac {1}{2}}Rango}
donde el Rango es igual a:
{\displaystyle Rango={\text{Valor máximo}}-{\text{Valor mínimo}}}
El valor:
{\displaystyle \,D_{m}=0}
ocurre cuando los datos son exactamente iguales e iguales a la media aritmética. Por otro lado:
{\displaystyle D_{m}={\frac {1}{2}}Rango}
cuando solo hay dos valores en el conjunto de datos se le debe colocar el número 2 para que ésta dé exacta.